# كادو (لاعب كرة قدم)
كادو (بالبرتغالية: Carlos Eduardo Lopes Cruz‏) هو لاعب كرة قدم برازيلي، ولد في 8 أغسطس 1997 في سلفادور في البرازيل.

## وصلات خارجية
- كادو (لاعب كرة قدم) على موقع قاعدة بيانات كرة القدم.إي يو (الإنجليزية)
- كادو (لاعب كرة قدم) على موقع Soccerway.com (الإنجليزية)